# Phoniscus jagorii
Phoniscus jagorii — вид ссавців родини лиликових. 

## Проживання, поведінка
Країни поширення: Індонезія, Лаос, Малайзія, Філіппіни, Таїланд, В'єтнам. Пов'язаний з первинними і помірно порушеними напів-вічнозеленими лісами у вапнякових карстових районах. 

## Загрози та охорона
Немає серйозних загроз для цього виду по всьому ареалу, хоча вирубка лісів може впливати на вид у частинах ареалу. Мешкає в багатьох природоохоронних територіях.